# Charles Sheaffer
Charles Miller Sheaffer, Jr., född 6 december 1904 i St. Davids i Pennsylvania, död 28 augusti 1989 i Bryn Mawr i Pennsylvania, var en amerikansk landhockeyspelare.
Sheaffer blev olympisk bronsmedaljör i landhockey vid sommarspelen 1932 i Los Angeles.